# 余饒理
余饒理（英語：George Ede；1854年7月10日—1904年1月7日），是一位生於英國的長老教會傳教士、教育家兼文學家。他在1883年受英國長老教會差遣至臺灣，並於1896年遷至廣東。他是臺南長老中學（現長榮中學前身）首任校長，並著有《三字經新纂白話註解》一書。

## 生平

### 抵達臺灣
余饒理畢業於蘇格蘭愛丁堡師範學院，受訓成為教育家。1883年12月23日，受英國長老教會派遣，余饒理偕同妻子余安妮來台從事宣教工作。他在台南學習台語，並成為第一位負責教育工作的宣教士。來台數月後，因羅馬字易於使用與學習，他便已精通台語，並逐日前往台南神學院教導學生讀寫白話字。

### 辦學與研究
受台南教士會指派，余饒理盡力籌備中學的設立，終於在1885年9月21日正式成立「台南長老教中學」，並出任首任校長。創校之初，校舍為老舊樓房，從各教會小學前來就讀的學生僅10名，至該年年底才增額至20名。然而，老舊樓房十分狹小，且白蟻叢生，並不利於辦學。至1890年時，更因考量學生安全，而停課4年之久。後來得到來自英國格拉斯哥長老教會神學校500英鎊的募款，於新樓西南方建立起新的校舍。1894年重新辦學，收納60名學生。
1895年10月20日，乙未戰爭台南城淪陷前一日，余饒理曾自安平寫信給人在台南城的巴克禮及宋忠堅牧師，告知兩人劉永福及民主國官員「走路」的消息，促成巴克禮代表台南地方領袖請求日軍和平佔領台南，被喻為「救著全台南的一張批」。1896年，台灣進入日治時期，為因應時代需求，余饒理提出教授日語及英語的建議。此外，自從創校以來，余饒理也長期推動設置師範學院，培養教會小學的教員，然計畫最終無法實現。
余饒理在台生活期間，認知到許多讀書人專注於研究《四書》與《五經》，卻對《三字經》十分輕視。因此，他以白話字撰寫並出版了《三字經新纂白話註解》一書。此書不僅提供學習者逐字台語讀音與解釋，也載明其文句與中國歷史典故的關聯。1894年初版印800本，1904年再版印2000本，售價銀圓2角5分。

### 離開台灣
余夫人安妮定居台灣13年間，因水土不服，經常生病。經醫師建議決定離開台灣。1896年9月，余氏夫婦前往中國廣東的客家莊五經富從事嶄新的宣教工作。隨後，余饒理在五經富又工作了8年之久直至去世，期間除辦理小學教育，也經營書房。

## 作品
- （聖道問答；1884年）
- （萬國記錄；1887年）
- （中國歷代譜略；1890年）
- （三字經新纂白話註解；1894年）
- （數念潘牧師；1900年1月台南府城教會報）